# برانون براغا
برانون براغا (بالإنجليزية: Brannon Braga)‏ هو منتج أفلام وكاتب وكاتب سيناريو ومخرج أمريكي، ولد في 14 أغسطس 1965 في بوزيمان في الولايات المتحدة.

## وصلات خارجية
- برانون براغا على موقع IMDb (الإنجليزية)
- برانون براغا على موقع قاعدة بيانات الفيلم (الإنجليزية)